# Route européenne 011
Ne doit pas être confondu avec la route européenne 11, située en France.
Pour les articles homonymes, voir E011.
La route européenne 011 (E011) est une route reliant Kokpek (en) (oblys d'Almaty au Kazakhstan) à Tyup (en) (province d'Yssykköl au Kirghizistan).